# Ypthima lamto
Ypthima lamto es un glosado de la familia de los ninfálidos.

## Distribución
Se encuentra en Camerún, Costa de Marfil y Ghana central. Su hábitat consiste probablemente de mosaicos de selva y sabana.